# Juan José Lobato
Juan José Lobato del Valle (* 29. Dezember 1988 in Trebujena) ist ein ehemaliger spanischer Radrennfahrer.

## Karriere
Juan José Lobato wurde 2006 spanischer Meister im Straßenrennen der Juniorenklasse. In der Saison 2008 gewann er den Clásica Ciudad Torredonjimeno und eine Etappe bei der U23-Austragung der Vuelta Madrid. Im nächsten Jahr war er bei einem Teilstück der Vuelta a Cantabria erfolgreich und 2010 gewann er die erste Etappe der Vuelta Ciclista a Valladolid. Bei der U23-Europameisterschaft 2010 belegte er den sechsten Platz im Straßenrennen. Ende der Saison fuhr Lobato für das spanische Professional Continental Team Andalucía-Cajasur als Stagiaire.
Für die anschließenden Saisonen erhielt er einen Vertrag bei der spanischen Mannschaft, gewann den Circuito de Getxo und ging bei der Vuelta a España 2011 an den Start, die er jedoch vorzeitig aufgab. Im Jahr 2012 gewann er zwei Etappen der Vuelta Ciclista de Chile und eine Etappe der Tour of Qinghai Lake, wobei er sich stets im Massensprint durchsetzte.
Die Saison 2013 bestritt Lobato beim baskischen UCI WorldTeam Euskaltel Euskadi. Er gewann eine Etappe der Vuelta a Castilla y León und triumphierte zum zweiten Mal beim Circuito de Getxo. Dazwischen ging er bei der Tour de France 2013 an den Start, wo er im Massensprint der 6. Etappe mit Rang fünf sein bestes Tagesergebnis erzielte.
Nach der Auflösung der Euskaltel Euskadi Mannschaft unterschrieb Juan José Lobato beim Movistar Team. Im Frühjahr 2014 verpasste er als Vierter nur knapp einen Podestplatz bei Mailand–Sanremo, ehe er jeweils eine Etappe der Tour de Wallonie und Burgos-Rundfahrt gewann. In den folgenden Jahren folgten Etappensiege bei der Tour Down Under, Andalusien-Rundfahrt, Dubai Tour und dem Circuit Cycliste Sarthe. Zudem gewann er im Jahr 2016 gewann er die Gesamtwertung der Vuelta a la Comunidad de Madrid. Bei den Grand Tours blieb Lobato weiter sieglos, nachdem er sich im Sprint einer hügligen Etappe des Giro d’Italia 2015 nur knapp dem Italiener Diego Ulissi geschlagen geben musste.
Im Dezember 2017 wurde Lobato von seinem damaligen Team Lotto NL-Jumbo vorerst freigestellt, nachdem er und zwei weitere Fahrer, Pascal Eenkhoorn und Antwan Tolhoek, während eines Trainingslager in Spanien durch die Einnahme von schlaffördernden Mitteln aufgefallen waren. Während Eenkhoorn etwa orientierungslos durch die Hotellobby lief, schlief Lobato selbst so fest, dass Versuche, ihn zu wecken, lange Zeit ohne Erfolg blieben. Beide Fahrer wurden ins Krankenhaus eingeliefert. Lobato soll derjenige gewesen sein, der die Medikamente an seine Mannschaftskameraden verteilt habe. Kurz darauf gab das Team bekannt, dass Lobato entlassen sei.
Im Februar 2018 erhielt Lobato einen Vertrag beim UCI Professional Continental Team Nippo-Vini Fantini-Europa Ovini, für das er in seinem ersten Jahr dort die Coppa Sabatini gewann. Im Jahr 2019 bestritt er seinen zweiten Giro d’Italia, den er als 134. beendete, eher am Ende der Saison die Punktewertung der Tour de Hokkaidō für sich entschied.
Im Jahr 2020 wechselte Lobato zum baskischen UCI ProTeam Euskaltel-Euskadi. In seinen letzten Saisonen gewann er in den Jahren 2021 und 2022 jeweils eine Etappe der Volta ao Alentejo und bestritt die Vuelta a España 2021.

## Erfolge
2006
- Spanischer Meister – Straßenrennen (Junioren)

2011
- Circuito de Getxo

2012
- zwei Etappen Vuelta Ciclista de Chile
- eine Etappe Tour of Qinghai Lake

2013
- eine Etappe Vuelta a Castilla y León
- Circuito de Getxo

2014
- eine Etappe Tour de Wallonie
- eine Etappe Burgos-Rundfahrt

2015
- eine Etappe Tour Down Under

2016
- eine Etappe Dubai Tour
- eine Etappe Circuit Cycliste Sarthe
- Gesamtwertung, eine Etappe und Punktewertung Vuelta a Madrid

2017
- eine Etappe Tour de l’Ain

2018
- Coppa Sabatini

2019
- Punktewertung Tour de Hokkaidō

2021
- eine Etappe Volta ao Alentejo

2022
- eine Etappe Volta ao Alentejo

## Grand-Tour-Platzierungen
| Grand Tour            | 2011 | 2012 | 2013 | 2014 | 2015 | 2016 | 2017 | 2018 | 2019 | 2020 | 2021 |
| --------------------- | ---- | ---- | ---- | ---- | ---- | ---- | ---- | ---- | ---- | ---- | ---- |
| Giro d’ItaliaGiro     | –    | –    | –    | –    | DNF  | –    | –    | –    | 134  | –    | –    |
| Tour de FranceTour    | –    | –    | 165  | –    | –    | –    | –    | –    | –    | –    | –    |
| Vuelta a EspañaVuelta | DNF  | 174  | –    | –    | –    | –    | 114  | –    | –    | –    | 136  |